# يحيى قاسم سبعي
يحيى قاسم سبعي، (باللهجة التهامية: يحيى امقاسم)، روائي وكاتب وباحث سعودي، ولد في 14 مارس عام 1972. هو ذاع صيته وعرف على نطاق واسع بعد أن نُشرت روايته الأولى ساق الغراب (الهربة) الصادرة عام 2008. ولد في قرية الحسيني التابعة لمحافظة صبيا، بمنطقة جازان في السعودية،، وحصل على درجة البكالوريوس عام 1997 في الحقوق، ويعمل مستشارًا قانونيًا من عام 1999.

## السيرة الذاتية
ولد الروائي و الكاتب السعودي يحيى قاسم سبعي في 14 مارس عام 1972 في قرية الحسيني التابعة لمحافظة صبيا، بمنطقة جازان في السعودية، وانتقل من جنوب المملكة إلى العاصمة الرياض ليكمل دراسته الجامعية في كلية القانون بجامعة الملك سعود، وحصل على درجة البكالوريوس عام 1997م، ويعمل مستشارًا قانونيًا من عام 1999م، نشرت له عدد من النصوص الأدبية عبر الصحف، وكتب لعدد من الصحف السعودية مثل صحيفة الشرق، صحيفة عكاظ، وصحيفة الحياة، فيما سبق له أن نشر مجموعة قصصية بعنوان (المخش) عام 2000م، وأصدر روايته الثانية (رجل الشتاء) عام 2017م والتي تدور حول تجربته العمل في الملحقية الثقافية السعودية بباريس. هو ذاع صيته وعرف على نطاق واسع بعد أن نُشرت روايته الأولى ساق الغراب (الهربة) الصادرة عام 2008، إذ تناولت الرواية أحد أكثر المواضيع حساسية فهي تؤرخ بشكل أدبي قصصي للأحداث التي جرت إبان دخول الجيش السعودي إلى تهامة ومنطقة جازان تحديداً لضمها إلى الحكم السعودي والحقبة التي تلت ذلك الدخول، وتُرجمت الرواية إلى اللغة الفرنسية عام 2019، وكتبت عنها الناقدة ايغلال أريرا في صحيفة لو موند الفرنسية، واختير عام 2010 ضمن 39 من الكُتّاب العرب للمشاركة في حفل بيروت 39، بمناسبة اختيار بيروت عاصمة عالمية للكتاب. عمل للمكتب الثقافي في السفارة السعودية في باريس خلال (2007-2010)، و عمل أيضاً كمشرف ثقافي في الملحقية الثقافية السعودية ببيروت خلال (2011-2015). كما أنه شارك في عدد من المؤتمرات والملتقيات الثقافية في كلاً من دول الخليج العربية، الجزائر، تونس، المغرب، فرنسا، روما، القاهرة، لبنان، وصنعاء. و مستشار تحرير لعدد من دور النشر العربية. عمل بشراكة مع المصور زياد عنتر على إخراج معرض (ما بعد الصورة) في بيروت، والذي تناول بالصور والحكايات المكتوبة تاريخ جبال جنوب غربي السعودية. شارك في عدد من اللقاءات الفكرية والأدبية، ومؤتمرات الرواية العربية والقصص والحكاية الشعبية، و يعمل مستشارًا قانونيًا منذ عام 1999 وحتى الآن

## أعمال الكاتب[9]

### بحوث و مقالات
- يكتب لعدد من الصحف السعودية، كصحيفة الشرق، عكاظ، الحياة.
- باحث مشارك في تاريخ القصة القصيرة (القصة السعودية أنموذجًا).
- عمل على تاريخ الملحقيات الثقافية السعودية من عام 2013.

### مؤلفات
- رجل الشتاء، رواية (2017).
- ساق الغراب..الهربة، رواية (2008).
- المخش، مجموعة قصصية (2000).